# Tame Impala
Tame Impala – projekt muzyczny australijskiego multiinstrumentalisty, piosenkarza i autora tekstów, Kevina Parkera, grający rock psychodeliczny, utworzony w 2007 roku. Do szerszej publiczności trafił po wydaniu albumu Innerspeaker w maju 2010 roku (w USA album wydano w czerwcu). W studiu nagraniowym Parker pisze, nagrywa, wykonuje i produkuje całą muzykę. Podczas koncertów zespół Tame Impala tworzą: Kevin Parker (wokal, gitara, syntezator), Dominic Simper (gitara, syntezator), Jay Watson (syntezator, wokal, gitara), Cam Avery (gitara basowa, wokal, syntezator) i Julien Barbagallo (perkusja, wokal).
Nazwa projektu pochodzi od impali, średniej wielkości antylopy. Grupa koncertowa częściowo składa się z byłych członków The Dee Dee Dums.

## Członkowie

### W studiu
- Kevin Parker – wszystkie wokale i instrumenty, produkcja

### Na żywo
- Kevin Parker – wokale, gitara, kazoo
- Jay „Gumby” Watson – syntezator, wokal dodatkowy
- Dominic Simper – gitara, syntezator (wcześniej bas)
- Cameron Avery – bas
- Julien Barbagallo – perkusja

### Byli członkowie
- Nick Allbrook – bas
- Loren Humphrey – perkusja (substytut Juliena Barbagallo w 2019)

## Dyskografia

### Albumy
- Innerspeaker (21 maja 2010) #4 ARIA Charts, #144 UK Albums Chart
- Lonerism (5 października 2012) #4 ARIA Charts, #14 UK Albums Chart, #34 Billboard 200
- Currents (17 lipca 2015) – platynowa płyta w Polsce[2]
- The Slow Rush (14 lutego 2020) – złota płyta w Polsce[3]

### EP
- Tame Impala EP (wrzesień 2008)

### Single
Wszystkie single wydane nakładem Modular Records.
- „Sundown Syndrome”/„Remember Me” (lipiec 2009)
- „Solitude Is Bliss” (kwiecień 2010)
- „Lucidity” (lipiec 2010)
- „Expectation” (grudzień 2010)
- „Why Won't You Make Up Your Mind” (30 stycznia 2011)
- „Elephant” (28 lipca 2012)
- „Feels Like We Only Go Backwards” (październik 2012)
- „Mind Mischief” (2013)
- „Be Above It” (Erol Markan rework) (2013)
- „Let It Happen” (2015) – złota płyta w Polsce[3]
- „Cause I'm a Man” (2015)
- „The Less I Know the Better” (grudzień 2015) – 2x platynowa płyta w Polsce[4]
- „Patience” (marzec 2019)
- „Borderline” (kwiecień 2019) – platynowa płyta w Polsce[2]
- „Lost in Yesterday” (8 stycznia 2020)